# 梁士選
梁士選（?—?），甘肅省秦州直隸州禮縣人，清朝政治人物、同進士出身。
光緒二十一年（1895年），参加光緒乙未科殿試，登進士三甲141名。同年五月，授内阁中书。